# Creagrutus amoenus
Creagrutus amoenus är en fiskart som beskrevs av Fowler, 1943. Creagrutus amoenus ingår i släktet Creagrutus och familjen Characidae. Inga underarter finns listade i Catalogue of Life.